# Zutik
Zutik (baskijski) – baskijska partia polityczna, powstała w wyniku połączenia Euskadiko Mugimendu Komunista (EMK) i Liga Komunista Iraultzailea (LKI).
Partia była członkiem Europejskiej Lewicy Antykapitalistycznej, współpracowała też z IV Międzynarodówką. Partia wydawała pismo Hika.
W wyborach w 2004 roku partia startowała z list Batasuna.
Partia została rozwiązana pod koniec 2009 roku.